# Antidesma kapuae
Antidesma kapuae är en emblikaväxtart som beskrevs av Joseph Rock. Antidesma kapuae ingår i släktet Antidesma och familjen emblikaväxter. Inga underarter finns listade i Catalogue of Life.